# Consistórios de João XXII
O Papa João XXII (1316–1334) criou 28 novos cardeais em seis consistórios:

## 18 de dezembro de 1316
1. Bernard de Castanet † 14 de agosto de 1317.
2. Jacques de Via † 13 de junho de 1317.
3. Gauscelin de Jean † 3 de agosto de 1348.
4. Bertrand du Pouget † 3 de fevereiro de 1352.
5. Pierre d'Arrabloy † em março de 1331.
6. Bertrand de Montfavez † 1 de dezembro de 1342.
7. Gaillard de La Motte † 20 de dezembro de 1356.
8. Gian Gaetano Orsini † 27 de agosto de 1335.

## 20 de junho de 1317
1. Arnaud de Via † 24 de novembro de 1335.

## 20 de dezembro de 1320
Os novos cardeais receberam seus títulos provavelmente em fevereiro de 1321:
1. Regnaud de la Porte † em agosto de 1325.
2. Bertrand de la Tour, OFM, † 1333
3. Pierre Desprès † 16 de maio de 1361.
4. Simão d'Archiac † 14 de maio de 1323.
5. Pilfort de Rabastens, OSB, † 14 de julho de 1324
6. Pierre Le Tessier, CRSA  † 22 de março de 1325.
7. Raymond Le Roux † 31 de outubro de 1325.

## 18 de dezembro de 1327
1. Jean-Raymond de Comminges † 20 de novembro de 1348
2. Annibaldo di Ceccano † 17 de julho de 1350.
3. Jacques Fournier, O.Cist. † 25 de abril de 1342
4. Raymond de Mostuéjouls, OSB, † 12 de novembro de 1337.
5. Pierre de Mortemart † 14 de abril de 1335.
6. Pierre des Chappes † 24 de março de 1336.
7. Matteo Orsini di Monte Giordano, OP, † 18 de agosto de 1340.
8. Pedro Gómez Barroso, † 14 de julho de 1348.
9. Imbert Dupuis † 26 de maio de 1348.
10. Giovanni Colonna † 3 de julho de 1348.

## 25 de maio de 1331
1. Hélie de Talleyrand-Périgord † 17 de janeiro de 1364.

## 20 de dezembro de 1331
1. Pierre Bertrand d'Annonay † 23 de junho de 1348.